# ويلهلم كلاين
ويلهلم كلاين (بالألمانية: Wilhelm Klein)‏ هو مؤرخ الفن نمساوي، ولد في 1850 في كارانسيبيش في رومانيا، وتوفي في 1924 في Hejnice (Liberec District) ‏ في التشيك.